# 포논

1차원 격자의 정규 진동 모드. 이를 양자화하면 포논을 얻는다.

포논(phonon), 또는 음향양자(音響量子)는 응집물질물리학에서 결정 격자의 양자화된 진동을 나타내는 준입자이다. 포논은 고체의 열과 전기 전도도 등에 중요한 역할을 하며, 긴 파장의 포논은 음파를 생성한다. 포논은 계의 고전적 정규 모드(normal mode)의 양자로 생각할 수 있다.

## 역사
포논의 개념은 소련의 물리학자인 이고리 예브게니예비치 탐이 1930년에 도입하였다. "포논"이라는 단어는 소리를 뜻하는 고대 그리스어: φωνή 포네[*]에서 유래하였고, 소련의 물리학자인 야코프 일리치 프렌켈(Я́ков Ильи́ч Фре́нкель)이 1932년에 고안하였다.

## 정의
{\displaystyle N}개의 동일한 입자가 1차원에서 일정한 간격을 두고 배치되어 있다고 하자. 편의상 주기적 경계 조건을 부여하자. 그렇다면 그 해밀토니언은 다음과 같다.
{\displaystyle H=\sum _{i=1}^{N}p_{i}^{2}/2m+{\frac {1}{2}}m\omega _{0}^{2}\sum _{i=1}^{N}(x_{i+1}-x_{i})^{2}}.
다음과 같이 위치와 운동량의 푸리에 변환 {\displaystyle Q}, {\displaystyle \Pi } 연산자를 정의하자.
{\displaystyle Q_{k}={1 \over {\sqrt {N}}}\sum _{l}e^{ikal}x_{l}}
{\displaystyle \Pi _{k}={1 \over {\sqrt {N}}}\sum _{l}e^{-ikal}p_{l}}.
이들은 일반적으로 에르미트 연산자가 아니다.
여기서 {\displaystyle k_{n}}은 포논의 양자화된 파수이다. 주기적 경계 조건에 따라 파수는 다음과 같이 양자화된다.
{\displaystyle k_{n}={\frac {2n\pi }{Na}}} ({\displaystyle n=0,\pm 1,\pm 2,...,\pm N/2}).
{\displaystyle Q}와 {\displaystyle \Pi }는 다음과 같이 정준 교환자 관계를 만족한다.
{\displaystyle [Q_{k},\Pi _{k'}]=i\hbar \delta _{k,k'}}
{\displaystyle [Q_{k},Q_{k'}]=0}
{\displaystyle [\Pi _{k},\Pi _{k'}]=0}.
여기서 {\displaystyle \delta _{k,k'}}는 크로네커 델타이다.
이 연산자를 이용하여 원래 해밀토니언을 파수 공간에서 다음과 같이 쓸 수 있다.
{\displaystyle H={\frac {1}{2m}}\sum _{k}\left(\Pi _{k}\Pi _{-k}+m^{2}\omega _{k}^{2}Q_{k}Q_{-k}\right)}.
여기서
{\displaystyle \omega _{k}=\omega _{0}{\sqrt {2(1-\cos(ka))}}=2\omega _{0}|\sin(ka/2)|}

1차원 격자의 분산 관계

이다. 이 관계식을 포논의 분산 관계라고 한다.
이제 해밀토니언의 에너지 준위가 다음과 같음을 알 수 있다.
{\displaystyle E=\sum _{k}(1/2+n_{k})\hbar \omega _{k}} ({\displaystyle n_{k}=0,1,2,\dots }).
따라서 각 파수 {\displaystyle k}에 대하여 에너지가 {\displaystyle \hbar \omega _{k}}의 단위로 양자화되는 것을 알 수 있다. 이 양자를 포논이라고 한다.
여기서는 주기적 경계 조건을 부여한 1차원 격자를 다뤘지만, 더 높은 차원에서도 유사하게 포논의 존재를 유도할 수 있다.

## 같이 보기
- 보손
- 선형탄성
- 레일리파

## 참고 문헌
1. ↑  Tamm, Igor E. (1930). “Über die Quantentheorie der molekularen Lichtzerstreuung in festen Körpern”. 《Zeitschrift für Physik》 60 (5–6): 345-363. doi:10.1007/BF01339935.
2. ↑  Frenkel, Jacov (1932). 《Wave mechanics: elementary theory》 (영어). Oxford: Clarendon Press.
3. ↑  Walker, Charles T.; Glen A. Slack (1970년 12월). “Who named the -on's?”. 《American Journal of Physics》 (영어) 38 (12): 1380. doi:10.1119/1.1976141.

- Mahan, GD (1981). 《Many Particle Physics》. New York: Springer. ISBN 0306463385.